# Tomaž Gantar

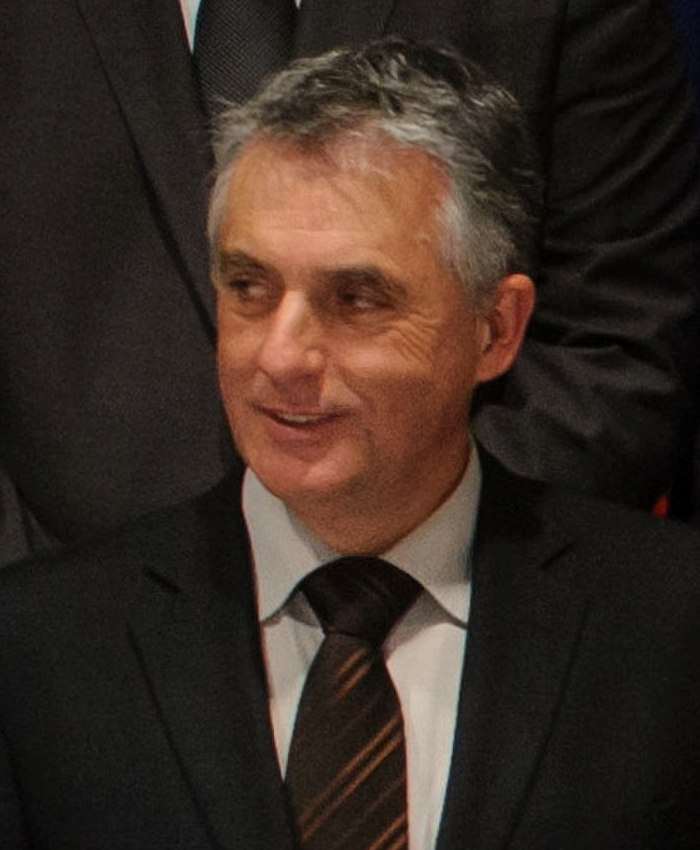
Tomaž Gantar (2013)

Tomaž Gantar (* 21. März 1960 in Koper) ist ein slowenischer Mediziner und Politiker der Demokratischen Pensionistenpartei Sloweniens (DeSUS). Von Februar 2012 bis November 2013 war er Gesundheitsminister seines Landes. Vom 13. März 2020 bis zum 18. Dezember 2020 hatte er dieses Amt erneut inne.

## Leben
Gantar schloss 1987 ein Studium der Medizin an der Universität Ljubljana ab und bildete sich bis 1994 zum Facharzt für Urologie aus. Anschließend trat er eine Stelle am Allgemeinen Krankenhaus in Izola an. Im Jahr 1999 wurde er stellvertretender Direktor des Hauses, 2004 sein Generaldirektor. 
Von 2006 bis 2010 war Gantar Bürgermeister der Stadt Piran; parallel arbeitete er weiterhin als Urologe am Krankenhaus in Izola. Am 10. Februar 2012 wurde er auf Vorschlag des Ministerpräsidenten Janez Janša als slowenischer Gesundheitsminister vereidigt. Am 22. Februar 2013 trat Gantar von diesem Amt zurück. Hintergrund für diese Entscheidung waren Korruptionsvorwürfe gegen Regierungschef Janša, der nach Behördenangaben die Herkunft von 210.000 Euro auf seinem Privatkonto nicht erklären konnte. Da Janša seinen Rücktritt ablehnte, verließen am 24. Januar 2013 zunächst die Minister für Justiz und Finanzen, Senko Pličanič und Janez Šušteršič, sein Kabinett. Gemeinsam mit Gantar trat auch sein Parteikollege, der Außenminister Karl Erjavec, aus Protest zurück.
Nachdem Janša durch ein Misstrauensvotum gestürzt worden war, stellte die neue Ministerpräsidentin Alenka Bratušek am 20. März 2013 ein neues Kabinett vor, dem Gantar wieder als Gesundheitsminister angehörte. Er erklärte am 25. November 2013 seinen Rücktritt, da es ihm aufgrund von Meinungsverschiedenheiten innerhalb der Regierung unmöglich sei, Reformen im Gesundheitswesen durchzusetzen.
Von 2014 bis 2018 stand Gantar dem Gesundheitsausschuss des slowenischen Parlaments vor. In der Vier-Parteien-Koalition, die erneut von Janez Janša geführt wurde, fungierte Gantar ab dem 13. März 2020 wieder als Gesundheitsminister. Nachdem Gantars Pensionistenpartei (DeSUS), die kleinste Partei der Koalition, am Tag zuvor die Regierung von Ministerpräsident Janša verlassen hatte, trat Gantar am 18. Dezember 2020 als Gesundheitsminister zurück. Seine Aufgaben übernimmt vorläufig der Premierminister selbst.